# Magnus Nilsson (litteraturvetare född 1975)
Se Magnus Nilsson för andra personer med samma namn.
Magnus Nilsson, född 1975, är en svensk litteraturvetare och sedan 2012 professor vid Malmö universitet. Han disputerade 2003 vid Lunds universitet på en avhandling om Ivar-Lo Johansson. Hans forskningsområde omfattar bland annat arbetarlitteratur inklusive jämförelse mellan svensk arbetarlitteratur och arbetarlitteratur från andra länder, samt frågor om litteratur och klass respektive etnicitet.

## Priser och utmärkelser
- 2004 – Rudolf Meidner-priset
- 2005 – Ivar Lo-Johanssons personliga pris